# Diocesi di Zorolo
La diocesi di Zorolo (in latino: Dioecesis Zorolensis) è una sede soppressa del patriarcato di Costantinopoli e una sede titolare della Chiesa cattolica.

## Storia
Zorolo (Tζουρουλόϛ), identificabile con Çorlu nella provincia turca di Tekirdağ, è un'antica sede vescovile della provincia romana di Europa nella diocesi civile di Tracia. Faceva parte del patriarcato di Costantinopoli ed era suffraganea dell'arcidiocesi di Eraclea.
La sede è piuttosto tardiva, poiché compare nelle Notitiae Episcopatuum del patriarcato solo a partire dal IX secolo. A partire dalla Notitia attribuita all'imperatore Leone VI e databile all'inizio del X secolo, la diocesi compare regolarmente fino al XIV secolo. Prima del 1328 la sede fu elevata al rango di arcidiocesi dipendente direttamente dal patriarcato e qualche anno dopo (prima del 1347) diventa sede metropolitana.
Nel 1359 la città fu occupata dai turchi ottomani; iniziò un periodo di crisi che determinò la degradazione della sede a semplice diocesi, suffraganea di Eraclea. In seguito Zorolo, nota con il nome di Tyroloi (Tυρολόηϛ), fu unita alla diocesi di Serention; le sedi unite sono documentate per la prima volta nella seconda metà del XVI secolo con il vescovo Theonas. Il 9 dicembre 1840 la diocesi di Tyroloi e Serention fu elevata al rango di sede metropolitana; abolita nel giugno 1848, fu restaurata l'8 febbraio 1907. Sul finire della guerra greco-turca, nell'ottobre del 1922 i greco-ortodossi che abitavano la regione furono fatti evacuare verso la Grecia, prima dell'occupazione definitiva dell'esercito turco. Oggi non esistono più cristiani nell'area dell'antica sede metropolitana di Tyroloi e Serention.
Dell'antica diocesi di Zorolo sono noti solo tre vescovi: Sisinnio, che assistette al secondo concilio di Nicea nel 787; Basilio, che prese parte ai concili di Costantinopoli dell'869-870 e dell'879-880 che trattarono la questione del patriarca Fozio di Costantinopoli; e Niceforo, noto grazie alla scoperta del suo sigillo vescovile databile alla seconda metà dell'XI secolo.
Dal 1933 Zorolo è annoverata tra le sedi vescovili titolari della Chiesa cattolica; la sede è vacante dal 1º marzo 1979.

## Cronotassi

### Vescovi greci
- Sisinnio † (menzionato nel 787)
- Basilio † (prima dell'869 - dopo l'879)
- Niceforo † (seconda metà dell'XI secolo)

### Vescovi titolari latini
- Pablo Alegría Iriarte, O.A.R. † (9 luglio 1934 - 11 settembre 1939 deceduto)[10]
- Gerardo Faustino Herrero Garrote, O.S.A. † (11 dicembre 1939 - 11 aprile 1946 nominato vescovo di Changde)[11]
- Charles-Omer Garant † (27 aprile 1948 - 21 ottobre 1962 deceduto)[12]
- Kazimierz Jan Majdański † (19 novembre 1962 - 1º marzo 1979 nominato vescovo di Stettino-Kamień)[13]